# تولمتین
تولمتین (به انگلیسی: Tolmetin Sodium)
رده درمانی: ضدالتهاب غیراستروئیدی
اشکال دارویی: قرص

## موارد مصرف
در درمان آرتریت حاد و مزمن ، استئو آرتریت و آرتریت روماتوئید بکار میرود و موجب کاهش درد و التهاب میشود.

## مکانیسم اثر
تولمتین اثرات ضد درد و ضدالتهابی خود را عمدتاً با مهار ساخت پروستاگلاندین‌ها اعمال می‌نماید.

## عوارض جانبی
اختلالات گوارشی مانند تهوع، اسهال، زخم و خونریزی ممکن است‌ایجاد گردد. واکنش‌های آلرژیک، به‌ویژه‌ آنژیوادم، برونکواسپاسم و بثورات جلدی‌و نیز سردرد، سرگیجه و اختلالات شنوایی نظیر وزوز گوش ممکن است بروز نماید.